# Conospermum capitatum
Conospermum capitatum (лат.) — кустарник, вид рода Коноспермум (Conospermum) семейства Протейные (Proteaceae), эндемик юго-запада Западной Австралии.

## Ботаническое описание
Conospermum capitatum — низкорослый кустарник до 40 см высотой. Листья прямостоячие; черешок 12-70 мм длиной, от гладкого до более или менее опушённого. Соцветие в виде плотной метельчатой головки, длиной 15-35 мм; цветонос 4-5 мм длиной белый густо опушённый. Прицветники 8-11 мм длиной, 3-5 мм шириной, красновато-коричневые, гладкие; края реснитчатые. Околоцветник от красного до бледно-жёлтого цвета; верхняя губа линейная, длиной 10-12 мм. Плод — орех длиной 2,5-3 мм и шириной 3 мм, желтоватый густо опушённый; волоски по окружности 4-5 мм длиной, от бледно-золотистого до ржавого цвета; на вершине с пучками от красновато-коричневых до золотистых волосков, длиной 4-5 мм, по кругу c. 0,5 мм.

## Таксономия
Впервые этот вид был описан в 1810 году Робертом Броуном в Transactions of the Linnean Society of London по образцу, собранному в Новой Голландии.
Австралийская перепись растений признала три подвида:
- Conospermum capitatum velutinum
- Conospermum capitatum capitatum
- Conospermum capitatum glabratum

## Распространение
Conospermum capitatum — эндемик юго-запада Западной Австралии. Встречается к югу до Перта и к востоку до Албани.